# Avesco
Die Avesco AG ist ein 2001 gegründetes Schweizer Handels- und Dienstleistungsunternehmen. Es ist schwerpunktmässig im Handel und im Service für Baumaschinen, Baugeräten und Anlagen für die dezentrale Strom- und Wärmeerzeugung tätig und betreibt ein Vermietungsgeschäft. Die Entwicklung kunden- und projektspezifischer Produkte gehört ebenfalls zu den Leistungen. Der Hauptsitz des Unternehmens befindet sich in Langenthal im Kanton Bern.
Das Unternehmen ist nach eigenen Angaben die grösste Baumaschinenhandelsfirma in der Schweiz und Handelsvertretung für Marken wie Caterpillar, Ammann, Sandvik, Terex, Bauer, Schwing-Stetter, Fliegl, Kaeser und Endress. Zur Firmengruppe zählen Tochtergesellschaften in der Schweiz, in den baltischen Ländern Lettland, Litauen und Estland sowie in Finnland und eine Zweigniederlassung in Österreich.
Die Avesco AG wird in fünfter Familiengeneration geführt. Daniela Aeschlimann-Schneider vertritt die Familie im Verwaltungsrat, in dem sie den stellvertretenden Vorsitz innehat. Am 1. Januar 2022 zählte das Unternehmen rund 1'100 Beschäftigte, davon 630 in der Schweiz.

## Geschichte

### 19. und 20. Jahrhundert
Die Geschichte des Unternehmens reicht bis ins Jahr 1869 zurück, als die Ammann Mühlebauwerkstatt in Madiswil gegründet wurde. Im Jahr 1896 wurde der Firmensitz nach Langenthal verlegt. Ein Meilenstein war die Produktion der ersten Ammann Motorstrassenwalzen im Jahr 1911.
Um den Vertrieb ihrer Produkte zu intensivieren, hatte die 1925 gegründete Caterpillar Tractor Co. ab Ende der 1920er-Jahre damit begonnen, in Europa und anderen Regionen Handelspartnerschaften (sogenannte Dealerships) einzugehen, vielfach mit Familienunternehmen. In der Schweiz wurde 1931 die Ulrich Ammann AG als Partner gewählt. Die Geschäftsbeziehung dauert bis heute an.
Geschichte und Entwicklung der Ulrich Ammann AG und später der Avesco AG sind eng mit der Partnerschaft mit Caterpillar verbunden. Der Handelsvertrag zwischen den beiden Firmen machte das Unternehmen zum zweiten Caterpillar Händler in Europa nach jenem für den französischen Markt. Von Beginn an zählte neben dem Verkauf von Baumaschinen auch der Wartungs- und Reparaturservice zum Angebot.
Im Jahr 1999 wurde die Sparte Bautechnik gegründet, die neue Produkte wie Tamrock, Sandvik, Rammer und SIG einführte.

### 21. Jahrhundert
Seit dem Jahr 2001 firmiert die Ulrich Ammann AG als Avesco AG. Avesco gehört weiterhin zur Ammann-Gruppe, tritt rechtlich aber als eigenständiges Unternehmen auf. Ammann vollzog diesen Schritt, um sich fortan auf die Entwicklung und den Vertrieb der eigenen Maschinen unter der Marke Ammann zu konzentrieren. Avesco erweiterte sein Produktangebot ab diesem Zeitpunkt kontinuierlich. So kamen Kaeser Kompressoren und Endress Stromaggregate zum Angebot hinzu. Des Weiteren wurde die Avesco Rent AG im Jahr 2002 gegründet, um das Mietgeschäft zu bedienen. Im Jahr 2005 nahm die Tochtergesellschaft Chronoflex den Betrieb auf. Sie bietet seither mobile Hydraulikservices an.
Der Produktionsstandort für Blockheizkraftwerke (BHKW) wurde 2006 in Bubendorf eröffnet und Avesco übernahm die Exklusivvertretung von Schwing Stetter für Produkte der Betonförderung. Die Partnerschaft mit HITEC Power Protection im Jahr 2007 erweiterte das Produktangebot im Bereich der unterbrechungsfreien Stromversorgung (USV) als exklusiver Vertriebspartner in der Schweiz und Liechtenstein.
Der Vertrieb von Thwaites Dumpern in der Schweiz begann im Jahr 2008. Avesco erweiterte das Angebot im Bereich der mobilen Aufbereitung im Jahr 2010 durch die Aufnahme neuer Produkte von Terex Finlay und Backers.
Die Tochtergesellschaft FastRent wurde 2014 gegründet, um eine hundertprozentige Onlineplattform für die Vermietung von Baumaschinen anzubieten. Im Jahr 2015 übernahm Avesco den Vertrieb und Service von Sandvik-Maschinen in Österreich und Klemm-Maschinen in der Schweiz. Dafür entstand bei Linz eine Avesco-Zweigniederlassung. 2016 erweiterte Avesco seine Präsenz in den baltischen Staaten. Drei nationale Avesco-Gesellschaften mit Sitz in Riga (Lettland), Tallinn (Estland) und Vilnius (Litauen) sowie rund 140 Mitarbeitende stossen zur Avesco-Gruppe hinzu. Und 2017 übernahmen es den Vertrieb und Kundendienst der Bauer-Produkte in der Schweiz.
Im Jahr 2019 übernahm das Unternehmen den Vertrieb der Schwergut-Abschiebewagen von Fliegl auf dem Schweizer Markt und 2020  das Caterpillar-Handelsgeschäft in Finnland vom bisherigen Vertriebspartner Witraktor (Wihuri Gruppe). Zudem kamen Raupendumper von Rufener Kipper zum Angebot. Mit der Übernahme der Händlerschaft in den baltischen Staaten Lettland, Estland und Litauen im Jahr 2016 konnte die Avesco AG ihr Vertriebsgebiet für Produkte von Caterpillar vergrössern. Dieses wurde 2021 durch die realisierte Übernahme des Handelsgeschäfts in Finnland abermals erweitert.

## Handelsmarken
Avesco verkauft als offizieller Handelspartner in der Schweiz Produkte von Caterpillar (Baumaschinen und Notstromanlagen), Ammann, Magni Telescopic Handlers, Thwaites, KAESER Kompressoren, Rufener Kipper, Rammer, Sandvik, Bauer, Klemm, RTG, Schwing-Stetter, Fliegl, Terex Finlay, Terex Evoquip, Terex Ecotec, Backers, Edge, Endress, HITEC und HZI BioMethan.
In Österreich werden Produkte von Sandvik angeboten. Und im Vertriebsgebiet Baltikum (Lettland, Estland, Litauen) sowie in Finnland ausschließlich Produkte von Caterpillar (Baumaschinen und Notstromanlagen).

## Geschäftsfelder

### Verkauf
Avesco verkauft folgende Produkte:
- Maschinen für Erdbewegung, Strassenbau und Rückbau (Abbruch)
- Maschinen für Materialaufbereitung, Rohstoffgewinnung, sowie Beton- und Asphaltproduktion
- Maschinen für Hochbau, Gartenbau, Forstwirtschaft, Landwirtschaft und das Kommunalwesen
- Maschinen für Betontransport und Betonpumpen sowie Baustoff- und Spezialtransporte
- Maschinen für Tunnelbau, Spezialtiefbau und Geothermie
- Notstromaggregate für Datacenter, Spitäler und Industrie
- Motoren für die Industrie, Bahntechnik und Schifffahrt
- Blockheizkraftwerke (BHKW) und Anlagen für die Biogasaufbereitung

### Vermietung

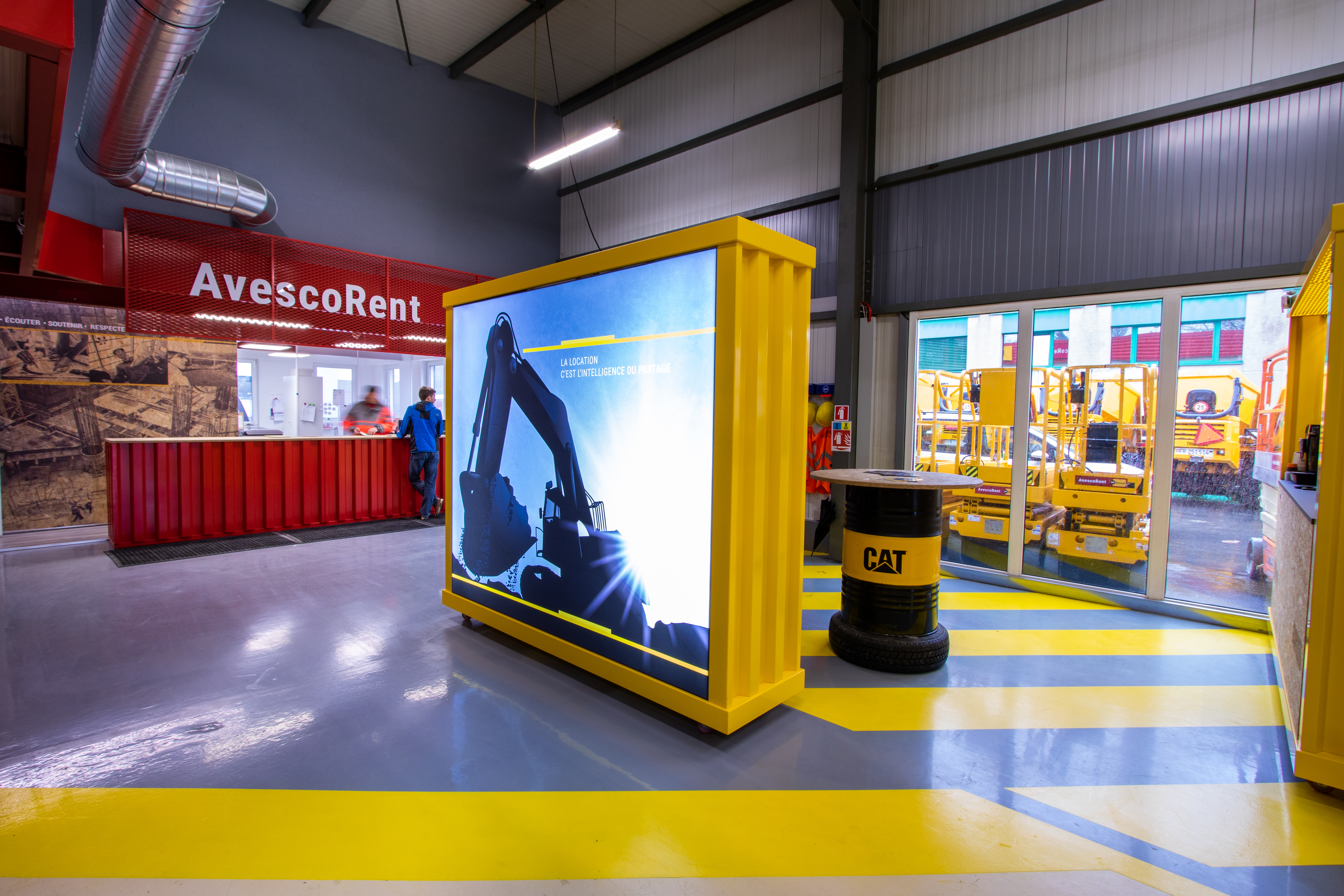
Avesco Rent Filiale in Echandens (2020).

Über seine Tochtergesellschaft Avesco Rent SA mit Hauptsitz in Pidoux im Kanton Waadt vermietet Avesco Maschinen und Baugeräte. Das Filialnetz umfasst 17 Vermietungsstationen in den Schweizer Regionen. In ausgewählten Maschinensegmenten bietet die Muttergesellschaft Avesco AG zudem selber Mietoptionen an, zum Beispiel für Grossdrehbohrgeräte für den Spezialtiefbau.

### Produktion
Avesco ist der einzige Hersteller von Blockheizkraftwerken mit eigener Fertigung in der Schweiz. Die BHKWs werden am Standort in Bubendorf im Kanton Basel-Landschaft geplant und gebaut. Die Produktion wurde 2006 begonnen, Anlagen sind in der Schweiz und im europäischen Ausland in Betrieb.

### Entwicklung

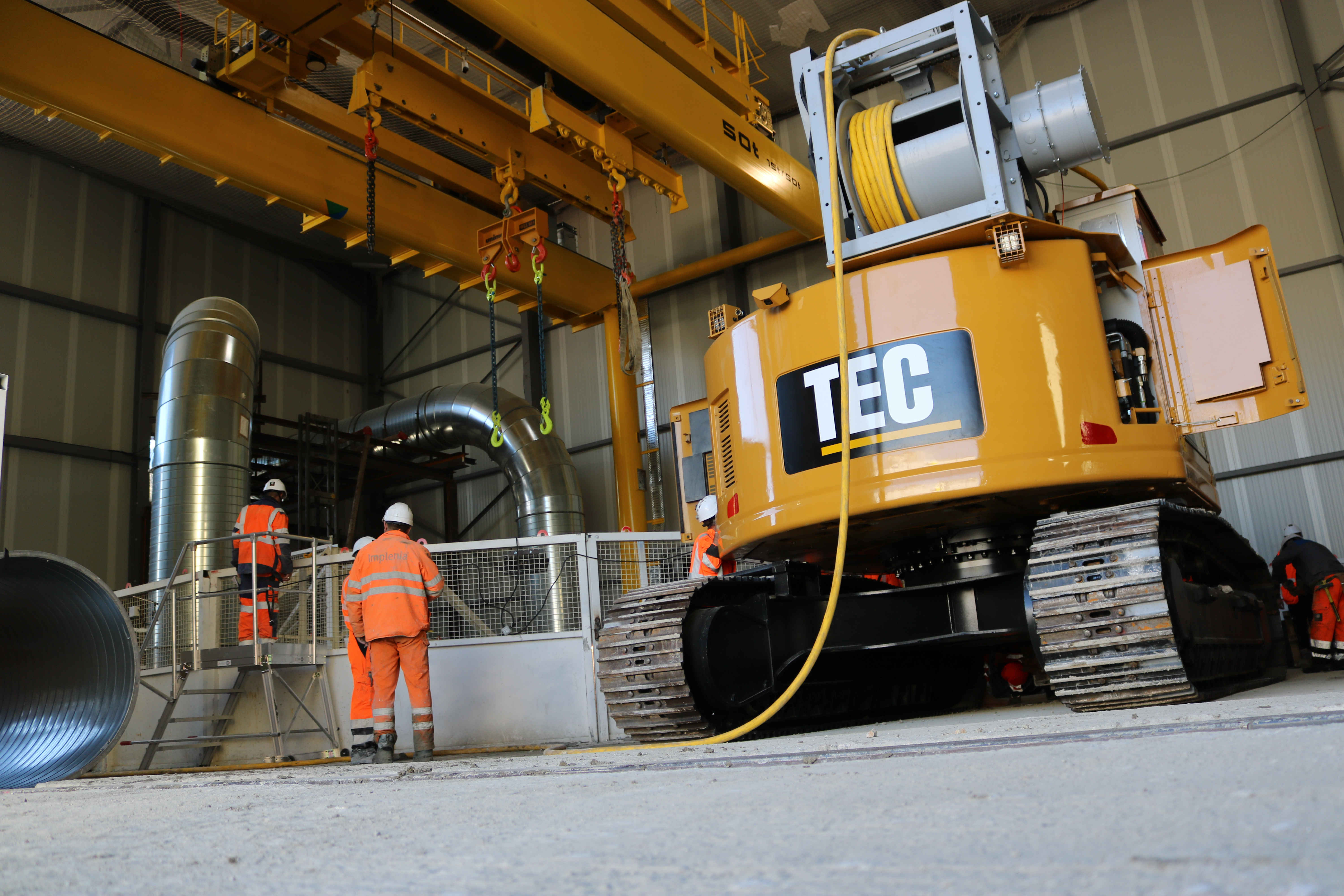
Cat 328D LCR-EL auf der Baustelle des «Point 5» des LHC (2018).

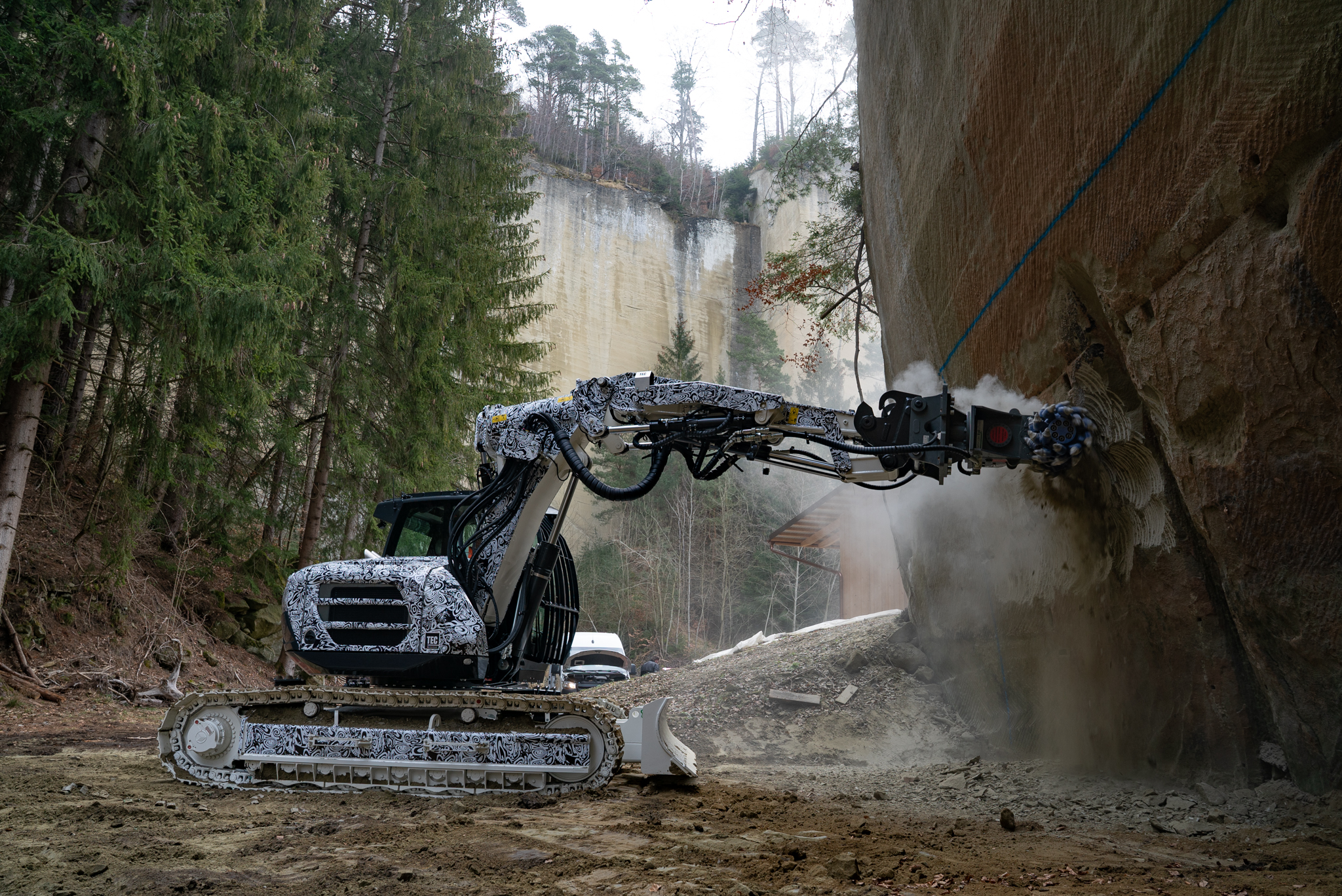
Tunnelbagger TEC TB20 (2021).

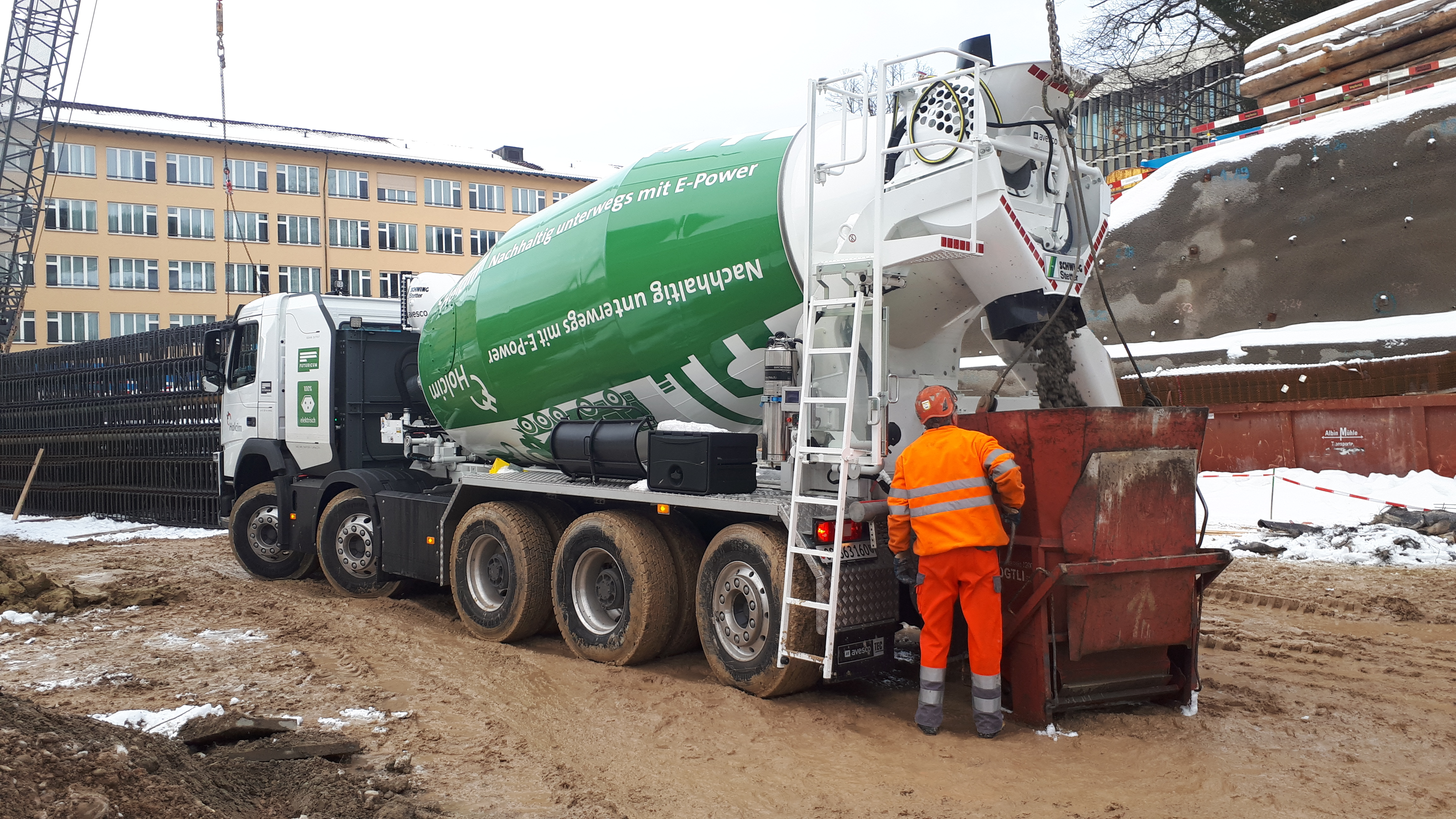
Betonförderung mit vollelektrischem Fahrmischer (2021).

Neben Handel und Vermietung zählen die Entwicklung und Produktion von neuen Maschinen sowie die Anpassung bestehender Serienmodelle an spezifische Anwendungen und Kundenbedürfnisse zu den Leistungen von Avesco.
Avesco ist Auftragsproduzent der Hybridbox, einer kompakten Energiezentrale für die Versorgung von Gebäuden mit Strom und Wärme. In der Hybridbox sind ein mit Bio- oder Erdgas betriebenes Blockheizkraftwerk und eine Wärmepumpe integriert.
Für einen emissions- und erschütterungsarmen Tunnelvortrieb beim Umbau des Teilchenbeschleunigers Large Hadron Collider (LHC) am Europäischen Kernforschungszentrum CERN bei Genf wurde ein Hydraulikbagger Typ Cat 328D für vollelektrischen Betrieb umgerüstet und unter der Typenbezeichnung Cat 328D LCR-EL bei den Arbeiten im Bereich «Point 5» des LHC eingesetzt.
Mit dem 2021 entwickelten Tunnelbagger TEC TB20 vertreibt Avesco im Segment der Tunnelbagger mittlerer Grösse bis 20 Tonnen das bei Markteinführung leistungsstärkste Modell auf dem europäischen Markt.
Am 26. Januar 2021 nahm der weltweit erste vollelektrische fünfachsige Betonfahrmischer mit 40 Tonnen Gesamtgewicht seine Arbeit in einem Betonwerk in St. Gallen auf. Auftraggeberin war die Holcim (Schweiz) AG. Das Fahrzeug ist Ergebnis einer Zusammenarbeit von Avesco mit der Schweizer Nutzfahrzeugmarke Futuricum von der Designwerk Technologies AG aus Winterthur.

## Filialnetz
Gemeinsam mit der Vermietungsgesellschaft Avesco Rent SA betreibt Avesco das grösste Schweizer Filialnetz für Kompaktbaumaschinen und Baugeräte bis 10 Tonnen Einsatzgewicht. An den 17 Mietstationen von Avesco Rent können seit 2019 auch Reparaturen und Wartungen ausgeführt sowie Neumaschinen und Zubehör für Baumaschinen gekauft werden.

## Referenz
Das Herzstück der Neuen Eisenbahn-Alpentransversale (NEAT) bilden die Basistunnel durch den Gotthard und den Ceneri. Beim Tunnelprojekt AlpTransit Gotthard, Vortriebslos Sedrun, lieferte Avesco alle Geräte für den Sprengvortrieb und wartete von 2002 bis 2010 via einer im Berginnern eingerichteten Werkstatt im Rund-um-die-Uhr-Betrieb alle mobilen Baumaschinen der Baustelle. In der Spitze mit über 30 Technikern. Alle Maschinen mussten für den Schachttransport in Sedrun zerlegt und am Schachtfuss wieder zusammengebaut werden.
Im Gotthard-Basistunnel, dem längsten Tunnel der Welt, stellt eine USV-Anlage von Avesco bestehend aus zehn Aggregaten an fünf verschiedenen Standorten die unterbrechungsfreie Stromversorgung entsprechender Bereiche wie Beleuchtung, Lüftung und Notausgänge sicher. Die im Auftrag der Alpiq Burkhalter Technik AG 2016 fertiggestellte Anlage ist das grösste bisher von Avesco realisierte Projekt im Bereich Energiesysteme.
Eine konzeptionell identische USV-Lösung ist im Ceneri-Basistunnel installiert.

## Auszeichnungen
Vom Bundesamt für Energie (BFE) erhielt Avesco 2021 den Energiepreis Watt d’Or.
Die Abwasserreinigungsanlage des Zweckverbandes ARA Seez in Flums im Kanton Graubünden erhielt 2018 vom Fachverband InfraWatt und dem Verband Schweizer Abwasser- und Gewässerschutzfachleute (VSA) die «Médaille d’eau» für ihr energetisches Konzept. Dabei wurde ein von Avesco realisiertes Kombisystem aus Klärgas-Blockheizkraftwerk und Wärmepumpe mit einer Photovoltaikanlage kombiniert. Für eine ähnliche Lösung wurde 2021 die ARA St. Gallen-Hofen mit dem InfraWatt Innovationspreis prämiert.